# Communication Breakdown
Communication Breakdown — седьмая песня с первого альбома британской рок-группы Led Zeppelin. Одна из немногих песен группы, выходивших на синглах.
В отличие от предыдущей композиции на этом альбоме, «Black Mountain Side», «Communication Breakdown» — более жёсткая песня, несколько напоминающая «Good Times, Bad Times» (с этого же альбома и в 1969—1970 годах игралась непосредственно перед «Communication Breakdown», как, например, 10 октября в Париже или 6 ноября в Сан-Франциско). Кроме того, на этой песне гитарист Led Zeppelin Джимми Пейдж исполняет партию бэк-вокала.
«Communication Breakdown» — одна из немногих песен, которые Led Zeppelin исполняли на протяжении всей своей карьеры, вплоть до смерти Джона Бонэма в 1980 году.
На сборнике Led Zeppelin BBC Sessions есть три версии этой песни с разными импровизациями.

## Сингл
Композиция «Communication Breakdown» была издана в формате сингла (она стала первым синглом группы, выпущенным 10 марта 1969 года) с песней на «Good Times, Bad Times» на стороне «А».